# Resistència de contacte

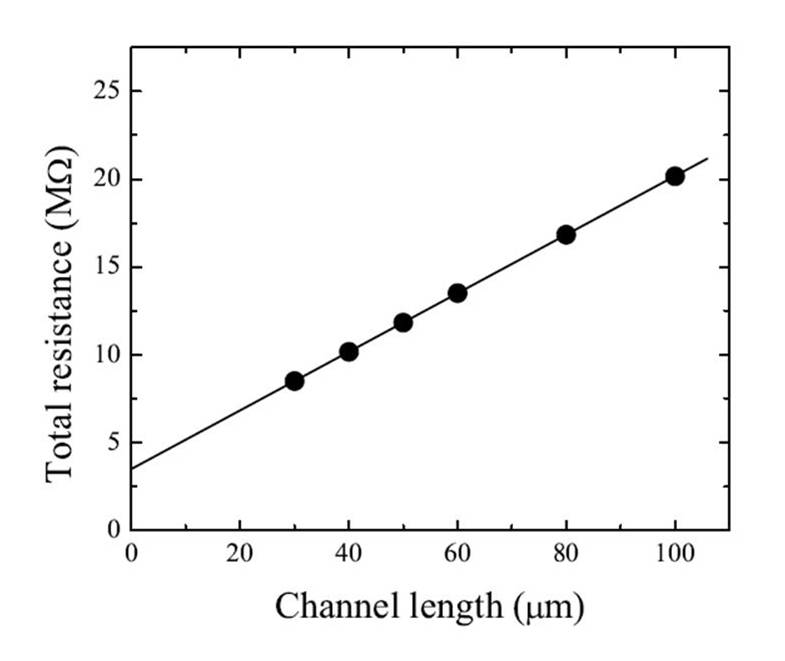
Esbós de l'estimació de la resistència de contacte pel mètode de la línia de transmissió.

El terme resistència de contacte fa referència a la contribució a la resistència total d'un sistema que es pot atribuir a les interfícies de contacte dels cables i connexions elèctriques en oposició a la resistència intrínseca. Aquest efecte es descriu amb el terme resistència de contacte elèctric (ECR) i sorgeix com a resultat de les àrees limitades de contacte real en una interfície i la presència de pel·lícules superficials resistives o capes d'òxid. L'ECR pot variar amb el temps, sovint disminuint, en un procés conegut com a fluència de resistència. La idea de caiguda de potencial a l'elèctrode d'injecció va ser introduïda per William Shockley per explicar la diferència entre els resultats experimentals i el model d'aproximació gradual del canal. A més del terme ECR, també s'utilitzen el terme resistència de la interfície, resistència transicional o simplement correcció. El terme resistència parasitària s'utilitza com a terme més general, del qual se sol suposar que la resistència de contacte és un component principal.

## Caracterització experimental
Aquí hem de distingir l'avaluació de la resistència de contacte en sistemes de dos elèctrodes (per exemple, díodes) i sistemes de tres elèctrodes (per exemple, transistors).
Per a sistemes de dos elèctrodes, la resistivitat de contacte específica es defineix experimentalment com el pendent de la corba IV a V = 0 :
{\displaystyle r_{c}=\left\{{\frac {\partial V}{\partial J}}\right\}_{V=0}}
on J és la densitat de corrent, o corrent per àrea. Les unitats de resistivitat de contacte específica solen ser, per tant, en ohms-metre quadrat, o {\displaystyle \Omega \cdot {\text{cm}}^{2}}. Quan el corrent és una funció lineal de la tensió, es diu que el dispositiu té contactes òhmics.
La resistència dels contactes es pot estimar de manera cruda comparant els resultats d'una mesura de quatre terminals amb una mesura senzilla de dues derivacions feta amb un ohmímetre. En un experiment de dos cables, el corrent de mesura provoca una caiguda de potencial tant als cables de prova com als contactes, de manera que la resistència d'aquests elements és inseparable de la resistència del dispositiu real, amb el qual estan en sèrie. En una mesura de sonda de quatre punts, s'utilitza un parell de cables per injectar el corrent de mesura mentre que un segon parell de cables, en paral·lel al primer, s'utilitza per mesurar la caiguda de potencial a través del dispositiu. En el cas de quatre sondes, no hi ha caiguda potencial als cables de mesura de tensió, de manera que no s'inclou la caiguda de la resistència de contacte. La diferència entre la resistència derivada dels mètodes de dos i quatre cables és una mesura raonablement precisa de la resistència de contacte assumint que la resistència dels cables és molt menor. La resistència de contacte específica es pot obtenir multiplicant per l'àrea de contacte. La resistència de contacte pot variar amb la temperatura.
Els tres sistemes d'elèctrodes com els transistors requereixen mètodes més complicats per a l'aproximació de la resistència de contacte. L'enfocament més comú és el model de línia de transmissió (TLM). Aquí, la resistència total del dispositiu {\displaystyle R_{\text{tot}}} es representa en funció de la longitud del canal:
{\displaystyle R_{\text{tot}}=R_{\text{c}}+R_{\text{ch}}=R_{\text{c}}+{\frac {L}{WC\mu \left(V_{\text{gs}}-V_{\text{ds}}\right)}}}
on {\displaystyle R_{\text{c}}} i {\displaystyle R_{\text{ch}}} són resistències de contacte i de canal, respectivament, {\displaystyle L/W} és la longitud/amplada del canal, {\displaystyle C} és la capacitat aïllant de la porta (per unitat d'àrea), {\displaystyle \mu } és la mobilitat del transportista, i {\displaystyle V_{\text{gs}}} i {\displaystyle V_{\text{ds}}} són tensions de font de porta i font de drenatge. Per tant, l'extrapolació lineal de la resistència total a la longitud del canal zero proporciona la resistència de contacte. El pendent de la funció lineal està relacionat amb la transconductància del canal i es pot utilitzar per estimar la mobilitat de la portadora "sense resistència de contacte". Les aproximacions utilitzades aquí (caiguda de potencial lineal a través de la regió del canal, resistència de contacte constant, ...) condueixen de vegades a la resistència de contacte depenent del canal.